# J. Steinbrener

Fabriken von J. Steinbrener im Josefsthal, Johannesthal und Mariahilf in Böhmen (vor 1900)

J. Steinbrener ist eine Buchbinderwaren-Fabrik und Verlags-Anstalt in Schärding, Oberösterreich.

## Geschichte
1855 begründete Johann Steinbrener (17. Juli 1835 –1909) das Unternehmen im böhmischen Winterberg. Es gelang ihm, den Betrieb zu einem exportorientierten Industrieunternehmen auszubauen und dadurch dem heimischen Gewerbe neue Absatzgebiete zu erschließen und der österreichischen Kunst-Industrie auch auf diesem Gebiet einen bedeutenden Platz zu verschaffen.
Sein Elternhaus war das vom Marktplatz hinunter zum Fluss Volyňka führenden Gasse Nr. 3 „Zum Elefanten“. Dort eröffnete er seine Buchdruckwerkstatt mit einem kleinen Laden. Nach dem großen Feuer im Jahre 1861 erbaute er das Haus neu. Er erwarb auch die Häuser Nr. 1, 2, 4, 5 und einige andere dazu seine Druckerei expandierte. Er kaufte auch Maschinen, und im Jahr 1872 baute er am Flussufer der Volyňka einen neuen Betrieb. Mit der Zeit wurde Steinbrener wohlhabend und er engagierte sich stark für seine Heimatstadt. Er nahm öffentliche Funktionen war und baute Häuser für seine Angestellte, gründete eine Sozialanstalt für Kinder und ein Haus für Pensionisten. Die Bücher aus seiner Druckerei wurden auf Ausstellungen und Messen mehrfach prämiert. Steinbrener beteiligte sich bei der Weltausstellung 1873 in Wien, wo er Kontakte nach Amerika knüpfen konnte.
Die Verlagsanstalt gab um 1900 in mehr als 500 Ausgaben in deutscher, ungarischer, tschechischer, polnischer, italienischer, französischer, englischer, kroatischer, slowenischer und slowakischer Sprache heraus, die in allen Kronländern der österreichisch-ungarischen Monarchie, in Deutschland, Italien, England, Irland, der Schweiz, Russland, Nord- und Südamerika ihre Verbreitung fanden.

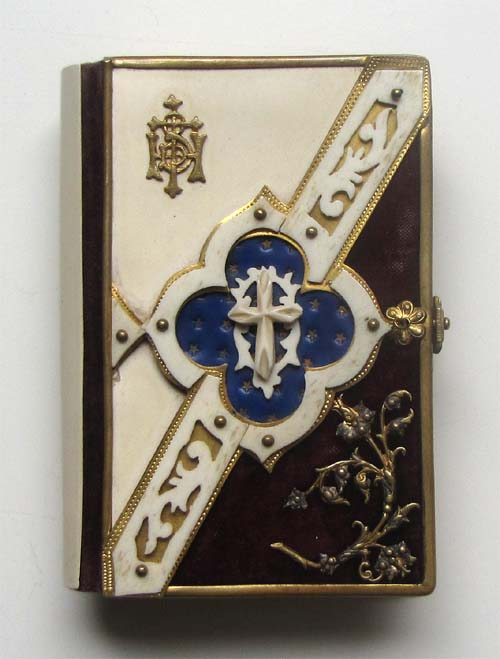
Gebetbuch um 1900 von J. Steinbrener

Die Buch- und Kunstdruckerei mit 15 großen Maschinen druckte außer den Gebetbüchern auch 800.000 Volkskalender in allen Sprachen der k.u.k Monarchie. Für die Herstellung der Gebetbuch-Einbände bestand eine Buchbinderwaren-Fabrik mit 400 Arbeitern, ein Maler- und Dekorations-Atelier, eine Bronzewaren-Fabrik mit Goldschlägerei, ein Atelier für Bein- und Elfenbeinarbeiten, ein Celluloid- und Perlmutter-Schleifwerk und eine große Prägeanstalt.
Einer allgemeinen Verbreitung erfreuten sich in allen Kronländern der Doppelmonarchie die Steinbrener'schen patriotischen Volkskalender, welche um 1900 einen wichtigen Zweig der Volksliteratur bildeten. Wiederholte Anerkennung fand unter diesen der „Soldatenfreund“, der alljährlich in 100.000 Exemplaren in deutscher, ungarischer, tschechischer und polnischer Sprache erschien.
Der Gründer Johann Steinbrener wurde mehrfach geehrt, eine Straße wurde nach ihm in Winterberg benannt. Am Haus Nr. 3 wurde im Jahre 1935 anlässlich seines 100. Geburtstags eine Gedenktafel errichtet, die 1992 in tschechischer und deutscher Fassung erneuert wurde.
Das Familienunternehmen wurde in den folgenden Generationen erfolgreich weitergeleitet. Seine Söhne Johann (* 1863) und Ruprecht (* 1866) wurden Gesellschafter ab 1905. Sie wurden sogar zu k.u.k. Hof-Buchdruckern ernannt.
Nach dem Ende des Zweiten Weltkrieges wurden die Inhaber samt Familie aus Tschechien vertrieben und in Österreich ansässig, wo sie ab 1946 in Schärding das Unternehmen Schritt für Schritt wieder aufbauten. Seit 1931 ist die Familie Steinbrener außerdem im Besitz von Schloss Katzenberg (Kirchdorf am Inn).
Das Unternehmen fungiert heute als Spezialbetrieb zur Herstellung von Buchgoldschnitten (Schnittverzierungen aller Art) und Leder-Spezialeinbänden. Darunter sind in erster Linie die Herstellung von Ganzledereinbänden für Fachwerke aller Wissensgebiete mit kunstvollen Deckenvergoldungen samt dreiseitigem Goldschnitt zu verstehen.
Die eigene Verlagsabteilung erzeugt Taschengebetbücher in verschiedenen Einbänden. Das Buch „Preiset den Herrn“ wird vor allem für Firmungen gekauft.

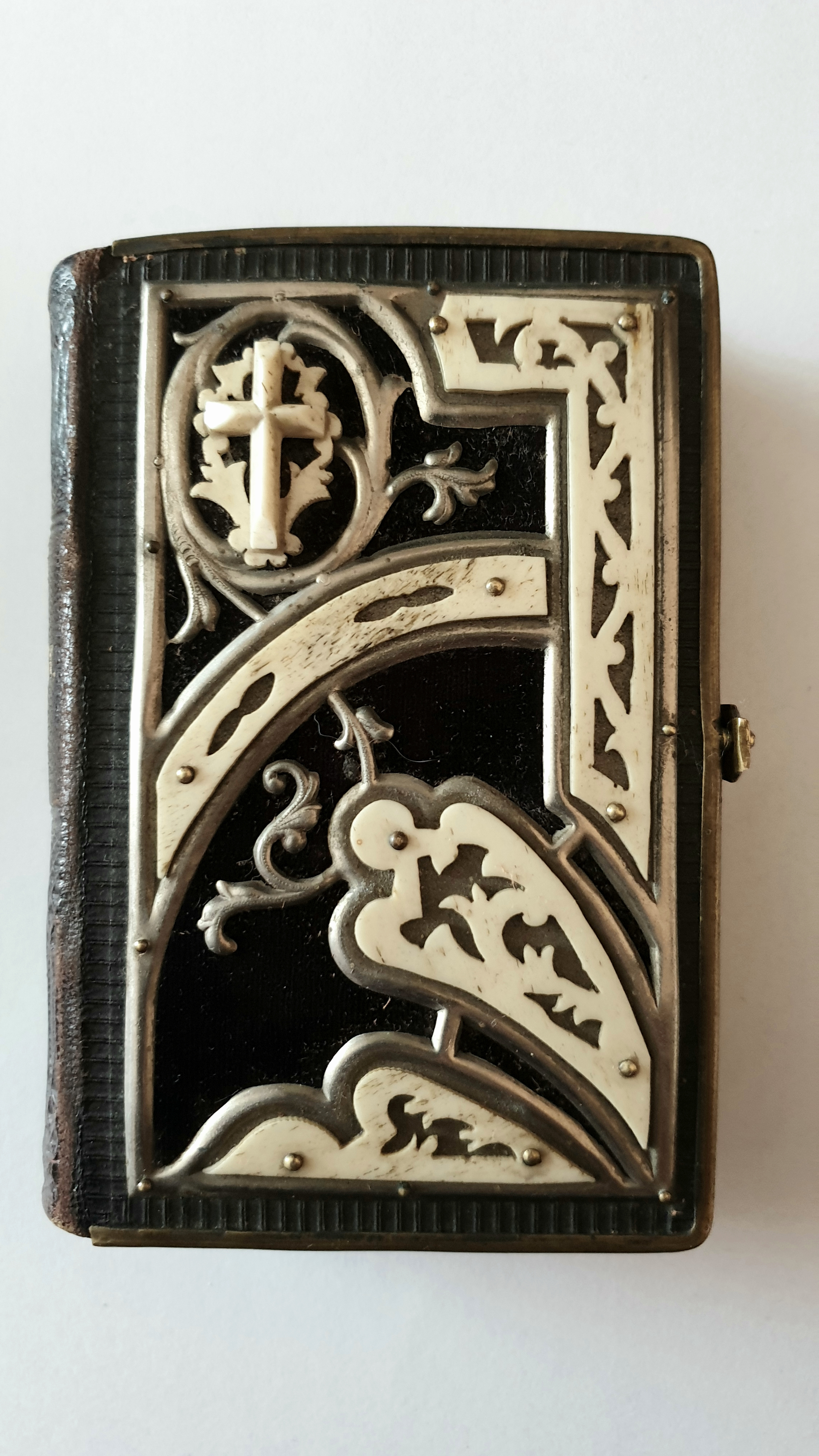
Polnisches Gebetbuch "Radość Duszy" von Steinbrener (Imprimatur 1890)
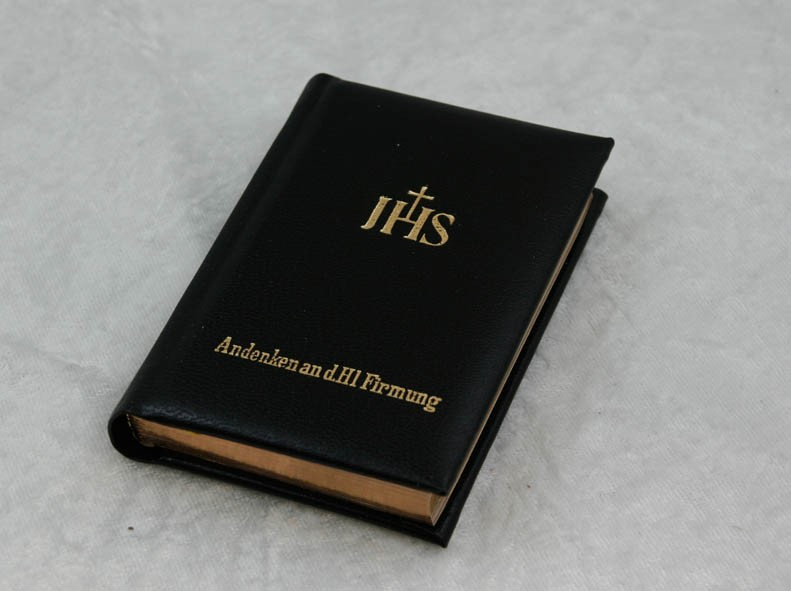
Gebetbuch
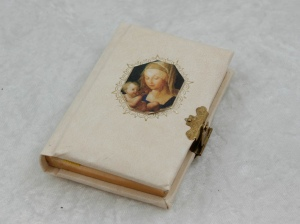
Gebetbuch „Maria“
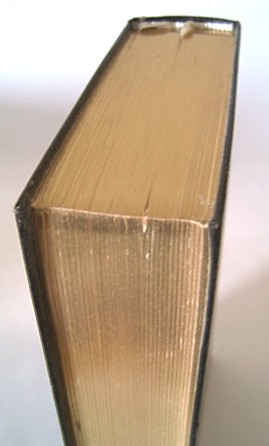
Schnittverzierung in Gold